# Luis Bárcenas Gutiérrez

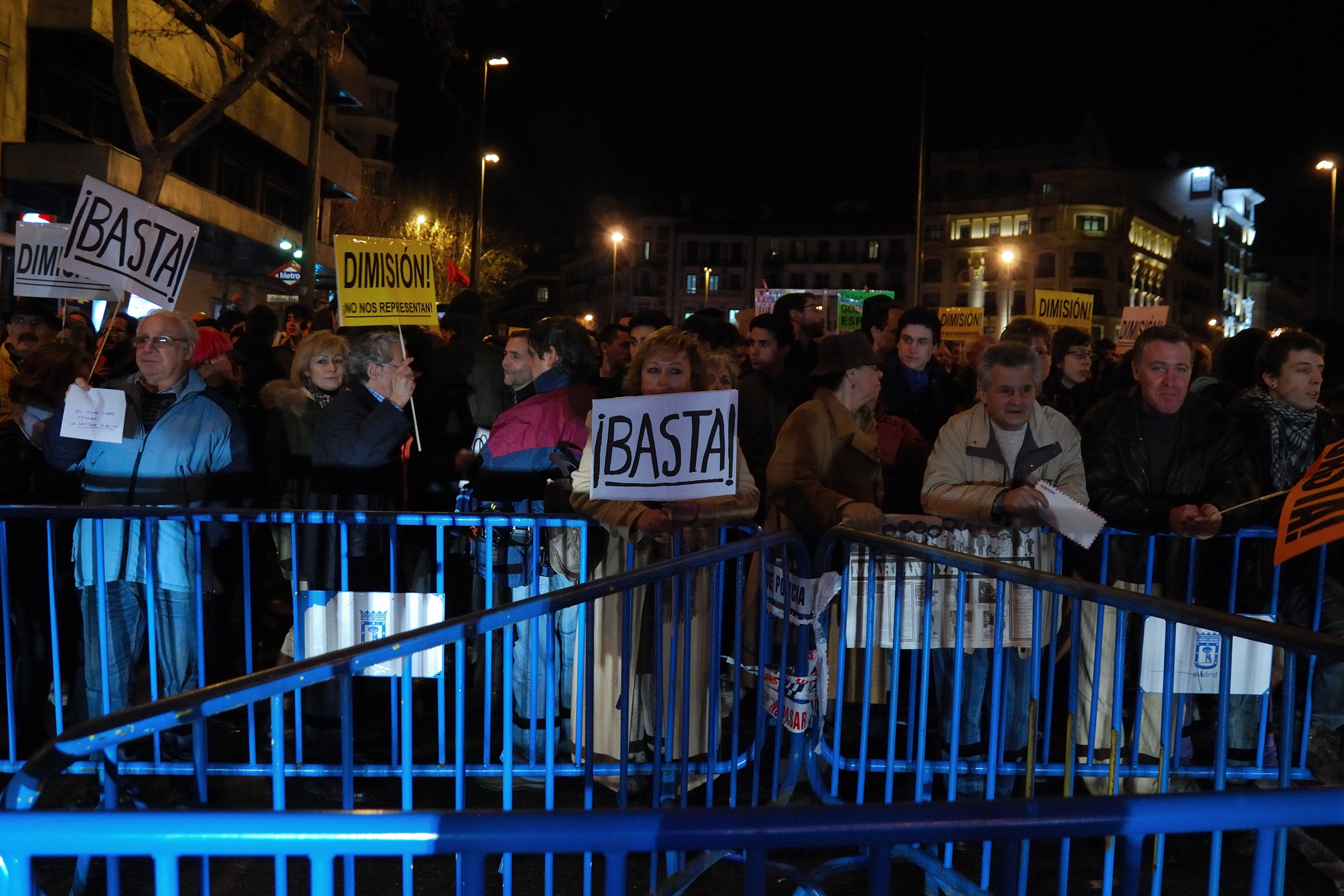
Manifestació espontània davant la seu del Partido Popular a Madrid en protesta per les revelacions del cas Bárcenas (2 de febrer de 2013)

Luis Bárcenas Gutiérrez (Huelva, 22 d'agost de 1957) és un polític espanyol, que fou gerent (1982-1987, 1993-2008) i posteriorment tresorer (2008-2009) del Partit Popular, així com senador del Partit Popular per Cantàbria (2004-2010), càrrecs que va deixar voluntàriament després de ser imputat a l'escàndol de corrupció política anomenat cas Gürtel.

## Corrupció política

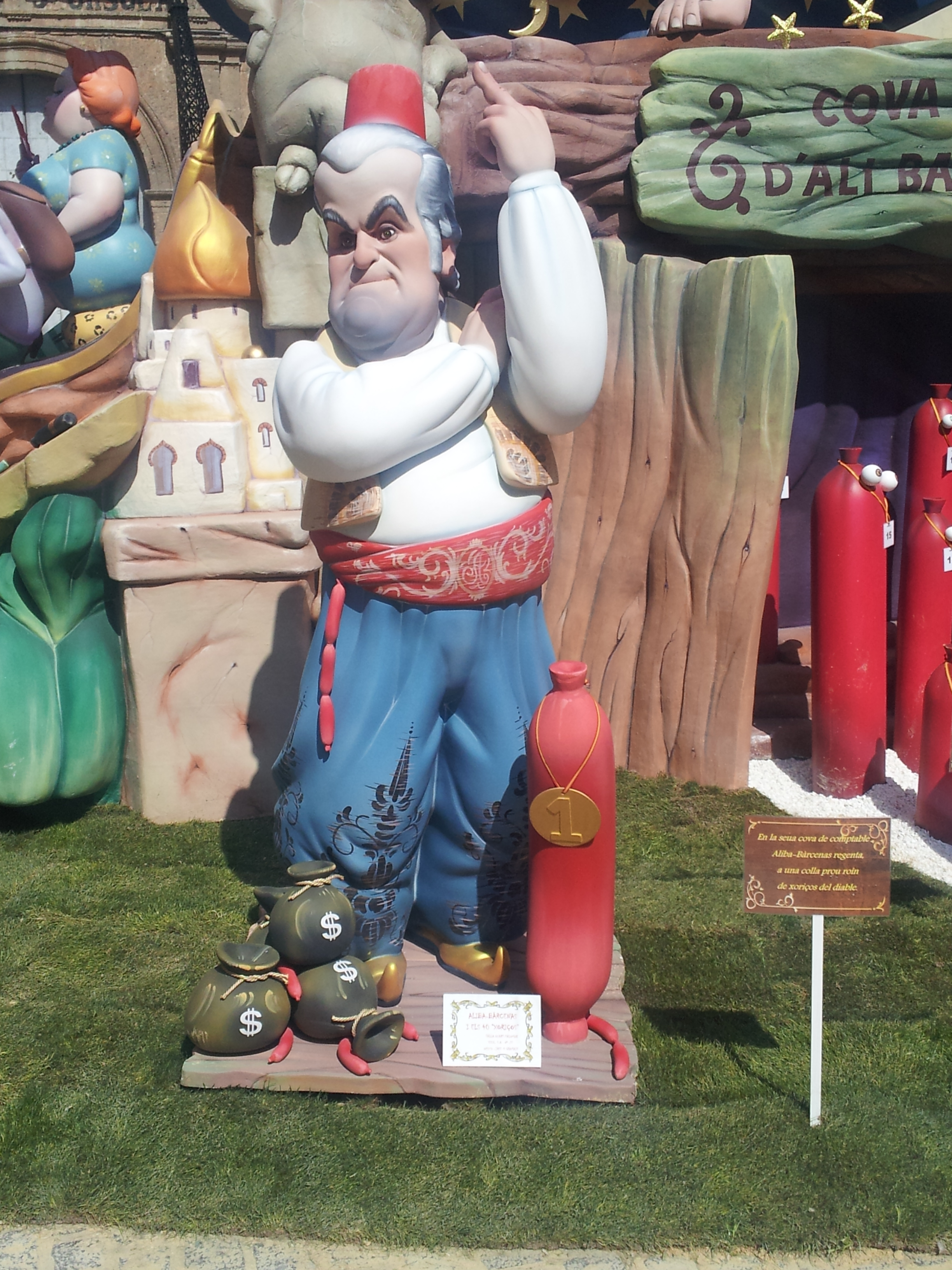
Ninot faller de Bárcenas

Tresorer del PP, en 28 de juliol del 2009 va presentar la dimissió en ser imputat pel cas Gürtel. El 16 de gener de 2013, el magistrat-jutge Pablo Ruz, uneix a les diligències del Cas Gürtel la resposta rebuda per part de les autoritats judicials de Suïssa a la seua comissió rogatòria per la qual l'extresorer del PP havia estat titular d'un compte bancari on van arribar a haver-hi 22 milions d'euros.
El diari El País va fer públics en 31 de gener de 2013 comptes no auditats de l'extresorer del Partit Popular on es revela el pagament de diners dins de sobres als principals polítics del PP dels governs espanyols de José María Aznar i Mariano Rajoy. Entre altres s'hi involucra a polítics com Maria Dolores de Cospedal, Rodrigo Rato, Jaime Mayor Oreja, Javier Arenas i Ángel Acebes, junt a l'actual president del govern espanyol, Mariano Rajoy, a qui consta el pagament de 25.000 euros anuals durant 11 anys. La publicació d'aquests comptes no oficial dona origen a l'anomenat cas Bárcenas, on s'investiga el presumpte finançament il·legal del Partit Popular.
El 7 de juliol de 2013, el diari El Mundo publica una entrevista amb Luis Bárcenas en què aquest corrobora el finançament il·legal del Partit Popular durant els últims 20 anys. El 2013 va ingressar en presó provisional comunicada i sense fiança, pels presumptes delictes contra l'Administració Pública, contra la Hisenda Pública, de blanqueig de capitals, d'estafa processal en grau de temptativa i de falsedat en document mercantil.
Va estar empresonat de manera preventiva durant 19 mesos, fins que el gener de 2015 es va anunciar que seria alliberat en pagar una fiança de 200.000 euros en efectiu. El maig de 2015, en el marc de la sentència pel cas Gürtel, va ser condemnat a 33 anys i 4 mesos de presó, i l'Audiència Nacional va decretar-ne l'ingrés immediat a Soto del Real.